# بولانيوس دي كالاترافا
بلدية بولانيوس دي كالاترافا (بالإسبانية: Bolaños de Calatrava)‏، هي إحدى بلديات مقاطعة سيوداد ريال إحدى مقاطعات إسبانيا، والتي تقع في منطقة قشتالة لا منتشا وسط إسبانيا.
يبلغ عدد سكانها 12.237 نسمة وفقاً لإحصائية سنة (2007).

## أعلام
- ماكارينا أغيلار